# Katastrofa lotu UTair 120
Katastrofa lotu UTair 120 wydarzyła się 2 kwietnia 2012 roku w Rosji. ATR 72-200 linii UTair Aviation, lecący z miasta Tiumeń do Surgutu, rozbił się krótko po starcie. W wyniku katastrofy zginęły 33 osoby, a 10 zostało rannych.

## Samolot
Katastrofie uległ turbośmigłowy samolot średniego zasięgu ATR 72-200 (numer seryjny: 332) wyprodukowany w 1992 roku i dostarczony do TransAsia Airways. Maszyna należała później do Aero Airlines, oraz Finnair. Do UTair Aviation trafiła w 2008 roku.

## Przebieg wydarzeń
Samolot rozbił się krótko po starcie z Tiumeni, o 7:33 lokalnego czasu, w odległości 2 kilometrów od lotniska, na południowy zachód od końca głównej drogi startowej w pobliżu wsi Gorkowka. Według oficjalnych danych zginęły 33 osoby (w tym cała, czteroosobowa załoga), a 10 zostało rannych. Co najmniej pięć osób znajdowało się w stanie krytycznym. Rejestratory lotu i głosów w kokpicie zostały wydobyte z wraku.

## Przyczyny katastrofy
W dniu 16 lipca 2013 roku został opublikowany raport końcowy przez międzypaństwowy komitet lotniczy (MAK). Raport ten stwierdza że do katastrofy przyczyniło się oblodzenie samolotu, które to po oglądzie przez kapitana maszyny zostało zignorowane. Choć warunki atmosferyczne jakie panowały w nocy kiedy samolot znajdował się na płycie lotniska, po ostatnim locie sprzyjały oblodzeniu. W tym czasie temperatura powietrza wynosiła 0 °C, padał śnieg z deszczem a wilgotność powietrza była na poziomie 100%. Raport też kwestionuje niedostateczną znajomość języka angielskiego, który nie pozwalał załodze zrozumieć zawartości materiałów szkoleniowych w języku angielskim. Raport też wskazuje na liczne błędy w zakresie szkoleń załóg dotyczących oblodzeń przez UTair.